# Dinosoma tortum
Dinosoma tortum är en plattmaskart. Dinosoma tortum ingår i släktet Dinosoma och familjen Hemiuridae. Inga underarter finns listade i Catalogue of Life.